# Rajd Nadwiślański 2015
3. Rajd Nadwiślański – 3. edycja Rajdu Nadwiślańskiego. Był to rajd samochodowy rozgrywany od 18 do 20 września 2015 roku. Bazą rajdu była miejscowość Puławy. Była to szósta runda Rajdowych Samochodowych Mistrzostw Polski w roku 2015.

## Zwycięzcy odcinków specjalnych
| Dzień       | Numer odcinka | Nazwa odcinka    | Długość  | Zwycięzca odcinka                  | Nr Sam. | Samochód          | Czas    | Lider rajdu                        |
| ----------- | ------------- | ---------------- | -------- | ---------------------------------- | ------- | ----------------- | ------- | ---------------------------------- |
| 19 września | OS1           | Wilków 1         | 22,74 km | Grzegorz Grzyb Robert Hundla       | 3       | Skoda Fabia R5    | 13:46,3 | Grzegorz Grzyb Robert Hundla       |
| 19 września | OS2           | Wilków 2         | 22,74 km | Łukasz Habaj Piotr Woś             | 2       | Ford Fiesta R5    | 13:46,7 | Grzegorz Grzyb Robert Hundla       |
| 20 września | OS3           | Zabłocie 1       | 15,7 km  | Bryan Bouffier Thibault De La Haye | 1       | Ford Fiesta Proto | 8:54,7  | Łukasz Habaj Piotr Woś             |
| 20 września | OS4           | Tomaszowice 1    | 9,61 km  | Tomasz Kuchar Daniel Dymurski      | 4       | Ford Fiesta R5    | 5:36,7  | Łukasz Habaj Piotr Woś             |
| 20 września | OS5           | Wilków-Kolonia 1 | 19,53 km | Bryan Bouffier Thibault De La Haye | 1       | Ford Fiesta Proto | 12:07,0 | Łukasz Habaj Piotr Woś             |
| 20 września | OS6           | Zabłocie 2       | 15,7 km  | Bryan Bouffier Thibault De La Haye | 1       | Ford Fiesta Proto | 9:03,6  | Bryan Bouffier Thibault De La Haye |
| 20 września | OS7           | Wilków-Kolonia 2 | 19,53 km | Grzegorz Grzyb Robert Hundla       | 3       | Skoda Fabia R5    | 12:09,6 | Grzegorz Grzyb Robert Hundla       |
| 20 września | OS8           | Puławy 1         | 2,8 km   | Bryan Bouffier Thibault De La Haye | 1       | Ford Fiesta Proto | 2:20,9  | Grzegorz Grzyb Robert Hundla       |

## Power Stage – OS8[4]
| Miejsce | Kierowca       | Pilot               | Czas   | Strata | Punkty |
| ------- | -------------- | ------------------- | ------ | ------ | ------ |
| 1       | Bryan Bouffier | Thibault De La Haye | 2:20,9 | –      | 3      |
| 2       | Rafał Kręcioch | Marcin Roik         | 2:21,7 | +0,8   | 2      |
| 3       | Tomasz Foltyn  | Szymon Marciniak    | 2:21,9 | +1,0   | 1      |

## Wyniki końcowe rajdu[5]
| Miejsce                | Kierowca            | Pilot               | Samochód                 | Czas      | Strata  | Grupa Klasa | Punkty |
| ---------------------- | ------------------- | ------------------- | ------------------------ | --------- | ------- | ----------- | ------ |
| Klasyfikacja generalna |                     |                     |                          |           |         |             |        |
| 1                      | Grzegorz Grzyb      | Robert Hundla       | Skoda Fabia R5           | 1:18:19,6 | –       | 2           | 25     |
| 2                      | Bryan Bouffier      | Thibault De La Haye | Ford Fiesta Proto        | 1:18:24,0 | +4,4    | Open N      | 18+3   |
| 3                      | Łukasz Habaj        | Piotr Woś           | Ford Fiesta R5           | 1:18:52,4 | +42,8   | 2           | 15     |
| 4                      | Tomasz Kuchar       | Daniel Dymurski     | Ford Fiesta R5           | 1:19:02,5 | +52,9   | 2           | 12     |
| 5                      | Maciej Oleksowicz   | Michał Kuśnierz     | Ford Fiesta R5           | 1:21:17,4 | +2:57,8 | 2           | 10     |
| 6                      | Marcin Gagacki      | Marcin Bilski       | Mitsubishi Lancer EVO IX | 1:23:50,9 | +5:31,3 | Open N      | 8      |
| 7                      | Mariusz Stec        | Łukasz Włoch        | Ford Fiesta Proto        | 1:24:14,8 | +5:55,2 | Open N      | 6      |
| 8                      | Łukasz Byśkiniewicz | Maciej Wisławski    | Renault Clio             | 1:24:54,5 | +6:34,9 | 3           | 4      |
| 9                      | Damian Łata         | Michał Grudziński   | Mitsubishi Lancer EVO X  | 1:25:10,3 | +6:50,7 | Open N      | 2      |
| 10                     | Łukasz Pieniążek    | Jakub Gerber        | Peugeot 208              | 1:25:21,8 | +7:02,2 | 4           | 1      |